# Come ti ammazzo il bodyguard 2 - La moglie del sicario
Come ti ammazzo il bodyguard 2 - La moglie del sicario (Hitman's Wife's Bodyguard) è un film del 2021 diretto da Patrick Hughes.
È il sequel della pellicola del 2017 Come ti ammazzo il bodyguard.

## Trama
A quattro anni dagli eventi del film originale, la guardia del corpo Michael Bryce soffre ancora di stress post-traumatico per la perdita della licenza AAA di bodyguard; su consiglio di una terapista sta pensando di ritirarsi definitivamente dal campo, e decide di farsi una vacanza a Capri per liberarsi la mente da tutti i pensieri che lo assillano, ma Sonia Kincaid lo rintraccia e gli chiede aiuto; suo marito, il killer Darius Kincaid, è stato rapito da un gruppo di malavitosi. Bryce accetta e insieme trovano e liberano Darius; ma i guai non sono finiti, perché vengono arrestati da Bobby O'Neil, un agente dell'Interpol che pretende, in cambio della loro libertà, l'aiuto dei tre per fermare Aristotle Papadopoulos. Questi è un terrorista greco che vuole danneggiare la rete energetica europea come rappresaglia alle future sanzioni dell'Unione Europea verso la Grecia.
Il trio è costretto a infilarsi in ulteriori guai, ed è Bryce a sostenere il peggio negli scontri fisici; durante le loro peripezie sono aiutati anche da Michael Bryce sr., patrigno e collega bodyguard di Michael; alla fine vengono catturati da dagli scagnozzi di Papadopoulos, anche perché Bryce sr. lavora per lui. Aristotle rivela che un tempo ebbe una storia con Sonia, che lo ingannò nonostante lui fosse veramente innamorato; il terrorista mette Sonia contro Darius, e il killer è costretto a fuggire con Michael.
Scappati con successo, Michael e Darius si ricompongono e tornano all'attacco per recuperare Sonia e fermare Aristotle; dopo aver ucciso tutti gli uomini del greco, i due danneggiano la trivella che deve distruggere la rete elettrica e affrontano Aristotle e Bryce senior; Bryce jr. riesce ad uccidere il patrigno e mentore dichiarando intanto la sua lealtà ed amicizia verso Kincaid, e intanto i coniugi Kincaid uccidono il terrorista. Michael riesce a attivare il pulsante che distrugge la nave fermando la trivella.
Sopravvissuti all'esplosione, i tre sono raggiunti dall'agente O'Neil, che gli spiega che devono restare sulla nave in quarantena per 48 ore, prima di essere lasciati andare; poi consegna a Michael delle carte da firmare. Bryce firma senza nemmeno leggere, pensando ingenuamente che siano le scartoffie per riottenere la sua licenza tripla A (per essere una guardia del corpo di massimo livello); solo dopo legge e scopre che in realtà ha firmato una adozione, diventando legittimamente figlio adottivo di Darius e Sonia, con grande orrore del killer e del bodyguard.
Durante i titoli di coda, un Michael senza speranza salta giù dallo yacht che stava pilotando, mentre all'interno Sonia e Darius stanno facendo sesso. Alla fine dei titoli di coda, c'è un frame in cui si può leggere: "In memoria di Gary e Johan"

## Produzione

### Pre-produzione
Nel maggio 2018 è stato reso noto che Ryan Reynolds, Samuel L. Jackson e Salma Hayek erano in trattative per riprendere i loro ruoli del film Come ti ammazzo il bodyguard, nel sequel intitolato "The Hitman's Wife's Bodyguard', con sempre Patrick Hughes alla regia.
Il film è stato annunciato ufficialmente il 5 novembre 2018, quando la Lionsgate ha acquisito i diritti statunitensi dalla Millennium Films, e quando Matt O'Toole e Les Weldon hanno firmato come produttori, Hughes come regista e Tom O'Connor come sceneggiatore.

### Cast
Al cast, già formato da Reynolds, Jackson e Hayek, si sono uniti nel marzo 2019 Frank Grillo, Morgan Freeman, Antonio Banderas e Tom Hopper.

### Riprese
Le riprese principali sono iniziate il 2 marzo 2019 e si sono svolte a Trieste, in Croazia, Slovenia, Bulgaria e Regno Unito.

## Promozione
Il trailer ufficiale è stato pubblicato il 13 aprile 2021, mentre il secondo è stato diffuso online il 13 maggio seguente.

## Distribuzione
Il film inizialmente sarebbe dovuto uscire nelle sale cinematografiche statunitensi il 28 agosto 2020, data poi rimandata al 28 agosto 2021 a causa della pandemia di COVID-19, e poi anticipata al 16 giugno dello stesso anno.
In Italia il film è stato distribuito su Prime Video a partire dal 2 febbraio 2022.

## Accoglienza

### Critica
La pellicola è stata accolta negativamente dalla critica. Sull'aggregatore Rotten Tomatoes il film riceve il 27% delle recensioni professionali positive con un voto medio di 4,4 su 10 basato su 188 critiche, mentre su Metacritic ottiene un punteggio di 32 su 100 basato su 36 critiche.

### Incassi
Come ti ammazzo il bodyguard 2 ha incassato 38014727 $ nel Nord America e 32045765 $ nel resto del mondo, per un totale di 70060492 $, a fronte di un budget di produzione di 70 milioni di dollari.